# صفات خدا در مسیحیت
صفات خدا ویژگی های خاص خداوند است که در الهیات مسیحی مورد بحث قرار گرفته است. البته مسیحیان در درک صفات خداوند توافق نظر ندارند.

## احصا

### واجب الوجود
واجب الوجود یعنی "خدا آنقدر مستقل است که به ما احتیاج ندارد".

### جاودانگی
جاودانگی خداوند مربوط به وجود او در ورای زمان است. با استفاده از آیاتی مانند Psalm 90:2 ، وین گرودم بیان می دارد كه ، "خداوند در وجود خود هیچ آغاز ، پایان یا توالی لحظه ای ندارد و او همه زمان ها را به طور واضح می بیند ، با این حال خدا وقایع را در زمان می بیند و به موقع عمل می كند " 

### خیر
خیر خداوند به این معناست که "خدا معیار نهایی خیر است و همه آنچه خدا هست و می کند شایسته تأیید است." 